# Dan Tetsell
Daniel "Dan" Tetsell es un actor y escritor inglés, más conocido por haber interpretado a Jim McGinn en la serie Hollyoaks.

## Carrera
Dan apareció en el pódcast semanal de Richard Herring "As It Occurs To Me" junto a Richard, Emma Kennedy y Christian Reilly.
En 2005 apareció en la comedia unipersonal "Sins of the Grandfathers", centrada en el pasado nazi de su abuelo. En 2008 apareció en la serie Lab Rats, donde interpretó a Brian Lalumaca.
En 2010 prestó su voz para el personaje de Marion, un gato callejero en la serie Mongrels. El 30 de noviembre de 2012, se unió al elenco principal de la popular serie británica Hollyoaks, donde interpretó al abogado James "Jim" McGinn hasta el 29 de enero de 2014.

## Filmografía

### Series de televisión
| Año         | Título                                           | Personaje                | Notas                                                |
| ----------- | ------------------------------------------------ | ------------------------ | ---------------------------------------------------- |
| 2017        | Not Going Out                                    | Simon                    | episodio "Car"                                       |
| 2016        | Damned                                           | Mr. Reynolds             | episodio #1.5                                        |
| 2016        | Red Dwarf                                        | Green                    | episodio "Samsara"                                   |
| 2016        | The Collection                                   | Recepcionista            | episodio "The Dress"                                 |
| 2016        | Hetty Feather                                    | Mr. Sutton               | episodio "Remember Me"                               |
| 2016        | War & Peace                                      | Administrador de Correos | episodio #1.3 - miniserie                            |
| 2015        | Drifters                                         | Ejecutivo                | episodio "Vanilla"                                   |
| 2015        | Humans                                           | Vendedor                 | episodio # 1.1                                       |
| 2014        | Babylon                                          | David                    | episodio #1.5 - miniserie                            |
| 2014        | All at Sea                                       | Profesor Chuckles        | episodio "Dummy"                                     |
| 2012 - 2014 | Hollyoaks                                        | Jim McGinn               | 111 episodios                                        |
| 2013        | The Mimic                                        | Chris Stubbs             | 3 episodios                                          |
| 2013        | Utopia                                           | Maestro                  | 2 episodios                                          |
| 2012        | Peep Show                                        | Robert Grayson           | 3 episodios                                          |
| 2012        | Starlings                                        | Arthur                   | episodio # 1.3                                       |
| 2012        | Skins                                            | Smithy                   | episodio "Alo"                                       |
| 2010 - 2011 | Mongrels                                         | Marion                   | 17 episodios                                         |
| 2011        | Psychoville                                      | Fotógrafo                | episodio "The Hunt"                                  |
| 2010        | Hotel Trubble                                    | Falso vicario            | episodio "Bridezilla"                                |
| 2010        | The Increasingly Poor Decisions of Todd Margaret | Paramédico               | episodio "The Snooker Player, the Black Canadian..." |
| 2010        | Vexed                                            | Graham                   | episodio # 1.2                                       |
| 2010        | The Old Guys                                     | Consultante              | episodio "Hospital"                                  |
| 2010        | Five Daughters                                   | Periodista               | 2 episodios                                          |
| 2009        | Miranda                                          | Entrevistador naval      | episodio "Job"                                       |
| 2009        | The Omid Djalili Show                            | -                        | episodio # 2.1                                       |
| 2008        | Lab Rats                                         | Brian Lalumaca           | 6 episodios                                          |
| 2007        | Extras                                           | Extra                    | episodio "The Extra Special Series Finale"           |
| 2007        | After You've Gone                                | Gritón                   | episodio "When She Came Back"                        |
| 2007        | Hyperdrive                                       | Robot                    | episodio "Harvest"                                   |
| 2000 - 2001 | We Are History                                   | Keiron                   | 12 episodios                                         |
| 1998        | Barking                                          | Varios personajes        | 4 episodios                                          |

### Películas
| Año  | Título       | Personaje | Notas |
| ---- | ------------ | --------- | --- |
| 2005 | Buried Alive | -         | junto a Ewan Bailey, Mitch Benn, Beth Chalmers, Olivia Colman, Hugh Dennis, Neil Edmond & Justin Edwards |

### Escritor
| Año         | Título                                       | Notas                   |
| ----------- | -------------------------------------------- | ----------------------- |
| 2012 - 2013 | Peter Rabbit                                 | 13 episodios - escritor |
| 2010 - 2011 | Mongrels                                     | 17 episodios - escritor |
| 2007 - 2009 | The Omid Djalili Show                        | 6 episodios - escritor  |
| 2007 - 2008 | After You've Gone                            | 22 episodios - escritor |
| 2006 - 2008 | Young Dracula                                | 27 episodios - escritor |
| 2006 - 2007 | School's Out                                 | 14 episodios - escritor |
| 2006        | This Is Genius: Lucas Wilson III             | escritor                |
| 2006        | This Is Genius: No Place Like Holmes         | escritor                |
| 2006        | The Secret Policeman's Ball                  | escritor                |
| 2005        | According to Bex                             | 8 episodios - escritor  |
| 2002, 2004  | The Basil Brush Show                         | 2 episodios - escritor  |
| 2003        | Life Beyond the Box: Norman Stanley Fletcher | escritor                |
| 2003        | The Strategic Humor Initiative               | escritor                |
| 2003        | Gash                                         | 4 episodios - escritor  |
| 2002        | Seriously Weird                              | serie - escritor        |
| 2001        | Stitch Up                                    | serie - escritor        |
| 2000 - 2001 | We Are History                               | 12 episodios - escritor |
| 2000        | The Way It Is                                | escritor                |

## Premios y nominaciones
| Año  | Categoría               | Premio             | Serie     | Resultado |
| ---- | ----------------------- | ------------------ | --------- | --------- |
| 2014 | Best Comedy Performance | British Soap Award | Hollyoaks | Nominado  |